# Stipecarinata striata
Stipecarinata striata är en stekelart som beskrevs av Ikeda, Kamijo och Huber 1996. Stipecarinata striata ingår i släktet Stipecarinata och familjen finglanssteklar. Inga underarter finns listade i Catalogue of Life.